# Brahea
Brahea, före detta stad i norra Karelen vid Lieksa älvs inflöde i Pielisjärvi. Brahea, som skulle bli en blomstrande handelsplats, anlades 1653 av generalguvernör Per Brahe den yngre, men vann aldrig betydelse. Den brändes av ryssarna 1656 och förföll efter 1681, då Per Brahes friherreskap återgick till kronan. Dock fanns det åtminstone under åren 1665–1688 en pedagogi i Brahea. Snart nog tynade visserligen Brahea bort, men det nuvarande Lieksa har ärvt dess uppgifter som centrum för handeln och affärslivet inom området. 
På samma plats som Brahea ligger numera Lieksa stad. Storvulna bergshöjder och vildmarksskogar utbreder sig kring Lieksa. Den vackra kyrkan är en skapelse av Carl Ludvig Engel. Lieksa är beläget inom ett skogsindustriområde, och industrin här består sedan gammalt av träförädling. Stadens betydelse som regionalt servicecentrum har markant ökat.